# 대혜종고
대혜종고(大慧宗杲, 1089~1163)는 12세기 중국 스님이다. 화두를 관하는 명상법인 간화선을 만들었다.

## 생애

### 초기
다후이(Dahui)는 안후이성 쉬안청(Xuancheng)에서 시(奚) 가문의 아들로 태어났다. 그는 열여섯 살에 집을 떠나 열일곱 살에 출가했다. 그의 초기 이름은 종고(宗杲)였다. 그는 당시의 전통에 따라 선 공동체에서 공동체로 돌아다니며 가르침을 구했다. 그는 조동대사 밑에서 공부하여 2년 만에 오계의 핵심을 터득했다. 그는 선종오가의 모든 기록을 연구했는데, 특히 운문종을 창시한 운문문언 스님의 말에 끌렸다.

## 저서
정법안장(正法眼藏)이라는 제목의 공안 모음집을 저술했다. 단독으로는 오직 단 한권의 책만 썼다.
대혜는 죽암사규(竹菴士珪) 선사와 공동저자로 선림보훈을 저술했다.
대혜서장은 제자 혜연(慧然)이 기록한 것이다. 이를 정지거사(淨智居士) 황문창(黃文昌)이 출판했다.

## 같이 보기
- 대혜보각선사서